# Incidente dell'Antonov An-32 di Air Africa del 1996
L'incidente di Air Africa del 1996 si verificò l'8 gennaio, quando un Antonov An-32B di Air Africa, in leasing da Moscow Airways e diretto all'aeroporto di Kahemba, oltrepassò la pista dell'aeroporto di N'Dolo, a Kinshasa, nello Zaire (ora Repubblica Democratica del Congo), dopo non essere riuscito a decollare poiché sovraccarico. Finì nel mercato di Simbazikita street di Kinshasa. Sebbene sopravvissero quattro dei sei membri dell'equipaggio dell'aeromobile, 237 persone a terra persero la vita e circa 253 rimasero gravemente ferite.

## L'aereo
Il velivolo coinvolto era un Antonov An-32B, marche RA-26222, numero di serie 2301. Volò per la prima volta nel 1988 e venne consegnato in seguito a Moscow Airways. Era spinto da 2 motori turboelica Ivchenko AI-20. Al momento dell'incidente, l'aereo aveva circa otto anni.

## Contesto
Dopo decenni di conflitti nell'Africa sub-sahariana, l'attività di trasporto aereo era complessa e spesso illegale. Come spiegò Johan Peleman:
Venne riferito che il volo trasportava armi all'UNITA:
(The Washington Post, 21 marzo 1997)

## L'incidente
Mentre tentava di decollare dalla breve pista dell'aeroporto di N'Dolo, completamente rifornito e sovraccaricato, l'An-32B di Air Africa non raggiunse la velocità sufficiente per levarsi in volo. Si schiantò oltre la pista nel mercato di Simbazikita street di Kinshasa, pieno di baracche, pedoni e automobili, e il suo pieno di carburante si incendiò. Il numero di vittime citate varia da 225 (per accusa di omicidio colposo) a 348.

## Conseguenze
I primi feriti vennero portati al Mama Yemo Hospital (ora Kinshasa General Hospital), che fu rapidamente sopraffatto. Gli altri coinvolti furono trasportati verso altri due ospedali. Un operatore del Comitato Internazionale della Croce Rossa, Vincent Nicod, dichiarò che al mercato erano stati trovati 217 corpi, oltre ad altri 32 probabilmente già negli obitori della città.
Mobutu e Saolona parteciparono entrambi ai funerali, tenuti il 10 gennaio 1996 presso la protestante Cathédrale du Centenaire.
I piloti russi, Nicolai Kazarin e Andrei Gouskov, furono accusati e condannati per omicidio colposo, ricevendo ciascuno la pena massima di due anni. Al processo, ammisero che stavano usando documenti di sdoganamento presi in prestito da Scibe Airlift, che sapevano che il volo era illegale e che era effettivamente diretto verso l'Angola. Scibe Airlift e African Air risarcirono per 1,4 milioni di dollari alle famiglie delle vittime e dei feriti.